# Zosteria queenslandi
Zosteria queenslandi är en tvåvingeart som beskrevs av Daniels 1987. Zosteria queenslandi ingår i släktet Zosteria och familjen rovflugor. Inga underarter finns listade i Catalogue of Life.